# Танцор в маске (Германия)
«Танцор в маске» (англ. The Masked Dancer) — немецкое реалити-шоу, являющееся адаптацией американского формата The Masked Dancer, транслировавшееся на телеканале ProSieben с 6 по 27 января 2022 года. Ведущим выступил Маттиас Опденхёвель, а роли жюри исполнили Александр Клавс и Стивен Гатьен.
Также, на протяжении всех выпусков сезона, в студии появлялись приглашённые судьи: телеведущая Рут Мошнер (1 выпуск); певица Джоанна Клум (2 выпуск); телеведущая Аннемари Варнкросс (3 выпуск) и певица Ивонн Каттерфельд (4 выпуск).

## Правила
Как и в американской, британской и российской версиях шоу, суть правил состоит в том, что несколько засекреченных знаменитостей исполняют танцевальные номера, будучи замаскированными под экстравагантными и красочными костюмами. При этом, перед каждым выступлением маски дают о себе несколько неочевидных подсказок, которые могут помочь судьям раскрыть их личность. В самом конце каждого выпуска проходит голосование между зрителями, которые решают, какая маска останется в шоу, а какая раскроется.
Также, в немецкой версии, как и в британской, присутствуют танцевальные баттлы (единственный из них прошёл в финале третьего выпуска), которые помогают зрителям определить выбор проигравшей маски. Но, тем не менее, в немецком шоу есть важное отличие: в этой версии шоу все выпуски транслируются в реальном времени, а в голосовании могут принять участие как зрители в зале, так и телезрители, которые могут проголосовать через специальное приложение ProSieben.

## Сезоны
| Сезон | Премьера      | Финал          | 1 место          | 2 место                        | 3 место                   | 4 место                 | Ведущий             | Жюри            | Жюри          |
| Сезон | Премьера      | Финал          | 1 место          | 2 место                        | 3 место                   | 4 место                 | Ведущий             | 1               | 2             |
| ----- | ------------- | -------------- | ---------------- | ------------------------------ | ------------------------- | ----------------------- | ------------------- | --------------- | ------------- |
| 1     | 6 января 2022 | 27 января 2022 | Oli.P (Обезьяна) | Марлен Луфен (Лохматый монстр) | Тимур Бартельс (Карандаш) | Вольке Хегенбарт (Мышь) | Маттиас Опденхёвель | Александр Клавс | Стивен Гатьен |

## Обзор сезонов

### Первый сезон (2022)
| Персонаж        | Знаменитость     | Профессия     | Выпуски | Выпуски | Выпуски | Выпуски | Выпуски |
| Персонаж        | Знаменитость     | Профессия     | 1       | 2       | 3       | 4       | 4       |
| Персонаж        | Знаменитость     | Профессия     | 1       | 2       | 3       | 1       | 2       |
| --------------- | ---------------- | ------------- | ------- | ------- | ------- | ------- | ------- |
| Обезьяна        | Oli.P            | певец         |         |         |         |         |         |
| Лохматый монстр | Марлен Луфен     | телеведущая   |         |         |         |         |         |
| Карандаш        | Тимур Бартельс   | актёр         |         |         |         |         |         |
| Мышь            | Вольке Хегенбарт | актриса       |         |         |         |         |         |
| Суперскорость   | Элой Де Йонг     | певец         |         |         |         |         |         |
| Овца            | Аксель Шульц     | бывший боксёр |         |         |         |         |         |
| Светлячок       | Уте Лемпер       | актриса       |         |         |         |         |         |

 Жюри угадали маску
 Жюри не угадали маску
 Участник стал победителем шоу
 Участник занял второе место
 Участник занял третье место
 Участник занял четвёртое место
 Участник прошёл дальше
 Участник стал номинантом на выбывание, но остался в шоу
 Участник покинул шоу и раскрыл свою личность

## Выпуски

### Первый выпуск
| # | Персонаж        | Песня                                                           | Личность    | Результат     |
| - | --------------- | --------------------------------------------------------------- | ----------- | ------------- |
| 1 | Светлячок       | «XO» (Бейонсе)                                                  | Уте Лемпер  | Выбыл из шоу  |
| 2 | Обезьяна        | «Stadtaffe» (Петер Фокс) / «Schüttel deinen Speck» (Петер Фокс) | не раскрыта | Прошёл дальше |
| 3 | Мышь            | «Bang Bang» (Джесси Джей, Ариана Гранде, Ники Минаж)            | не раскрыта | Спасён        |
| 4 | Лохматый монстр | «Shake It Off» (Тейлор Свифт) / «Sailing» (Род Стюарт           | не раскрыта | Прошёл дальше |
|   |                 |                                                                 |             |               |
| 5 | Суперскорость   | «The 2nd Law: Unsustainable» (Muse)                             | не раскрыта | Спасён        |
| 6 | Овца            | «Poison» (Bell Biv DeVoe) / «Wonderful Life» (Matoma)           | не раскрыта | Спасён        |
| 7 | Карандаш        | «Sing, Sing, Sing (With a Swing)» (Бенни Гудман)                | не раскрыта | Прошёл дальше |

### Второй выпуск
| # | Персонаж        | Песня | Личность     | Результат     |
| - | --------------- | --- | ------------ | ------------- |
| 1 | Обезьяна        | «Rhythm Nation» (Джанет Джексон)                                                                                | не раскрыта  | Прошёл дальше |
| 2 | Лохматый монстр | «Ex’s & Oh’s» (Эль Кинг) / «Get Ur Freak On» (Мисси Эллиот)                                                     | не раскрыта  | Спасён        |
| 3 | Карандаш        | «I Love You Baby» (Фрэнк Синатра) / «Strangers in the Night» (Фрэнк Синатра) / «I Believe I Can Fly» (Ар Келли) | не раскрыта  | Спасён        |
|   |                 | |              |               |
| 4 | Суперскорость   | «Флэш-попурри»                                                                                                  | не раскрыта  | Спасён        |
| 5 | Овца            | «Ich liebe das Leben» (Вики Леандрос)                                                                           | Аксель Шульц | Выбыл из шоу  |
| 6 | Мышь            | «Can’t Get You Out of My Head» (Кайли Миноуг)                                                                   | не раскрыта  | Прошёл дальше |

### Третий выпуск
| # | Персонаж           | Песня                                                                                                 | Результат       | Результат       |
| - | ------------------ | --- | --------------- | --------------- |
| 1 | Лохматый монстр    | «Bad Guy» (Билли Айлиш)                                                                               | Стал номинантом | Стал номинантом |
| 2 | Мышь               | «Love Again» (Дуа Липа) / «Vielen Dank für die Blumen» (Удо Юргенс) / «SexyBack» (Джастин Тимберлейк) | Прошёл дальше   | Прошёл дальше   |
| 3 | Обезьяна           | «Pump It» (The Black Eyed Peas)                                                                       | Прошёл дальше   | Прошёл дальше   |
|   |                    | |                 |                 |
| 4 | Карандаш           | «Uptown Funk» (Марк Ронсон, Бруно Марс)                                                               | Прошёл дальше   | Прошёл дальше   |
| 5 | Суперскорость      | «Black Hole Sun» (Soundgarden)                                                                        | Стал номинантом | Стал номинантом |
| # | Танцевальный баттл | Танцевальный баттл                                                                                    | Личность        | Результат       |
| 1 | Лохматый монстр    | «Creep» (Radiohead)                                                                                   | не раскрыта     | Прошёл дальше   |
| 2 | Суперскорость      | «Adiós Nonino» (Астор Пьяццола)                                                                       | Элой Де Йонг    | Выбыл из шоу    |

### Четвёртый выпуск — Финал
| #           | Персонаж        | Песня | Личность         | Результат       |
| ----------- | --------------- | --- | ---------------- | --------------- |
| Первый этап |                 | |                  |                 |
| 1           | Обезьяна        | «Thriller» (Майкл Джексон)                                                                                     | не раскрыта      | Прошёл дальше   |
| 2           | Мышь            | «Jai Ho» (Алла Рахман)                                                                                         | Вольке Хегенбарт | Четвёртое место |
|             |                 | |                  |                 |
| 3           | Карандаш        | «Can’t Hold Us» (Macklemore, Райан Льюис) / «Stronger» (Канье Уэст) / «We Didn’t Start the Fire» (Билли Джоэл) | Тимур Бартельс   | Третье место    |
| 4           | Лохматый монстр | «I Want You Back» (The Jackson 5) / «I See Love» (Джонас Блу, Джо Джонас)                                      | не раскрыта      | Прошёл дальше   |
| Второй этап |                 | |                  |                 |
| 1           | Обезьяна        | «Despacito» (Луис Фонси, Дэдди Янки)                                                                           | Oli.P            | Победитель      |
| 2           | Лохматый монстр | «Don’t Worry, Be Happy» (Бобби Макферрин) / «Tequila» (The Champs)                                             | Марлен Луфен     | Второе место    |

## Производство
В июне 2021 года компания Endemol Shine Group анонсировала немецую адаптацию американского танцевального реалити-шоу «Танцор в маске», которая получила то же название, что и американская версия. В ноябре того же года было объявлено, что проект будет транслироваться на немецком телеканале ProSieben.

## Рейтинги
| Выпуск       | Дата выхода    | Временной интервал | Зрители (в миллионах) | Зрители (в миллионах) | Прим.  |
| Выпуск       | Дата выхода    | Временной интервал | Дома                  | Взрослые 14-49 лет    | Прим.  |
| ------------ | -------------- | ------------------ | --------------------- | --------------------- | ------ |
| 1            | 6 января 2022  | Четверг, 8:15      | 1.75                  | 0.84                  | [ 11 ] |
| 2            | 13 января 2022 | Четверг, 8:15      | 1.43                  | 0.70                  | [ 12 ] |
| 3            | 20 января 2022 | Четверг, 8:15      | 1.23                  | 0.50                  | [ 13 ] |
| 4            | 27 января 2022 | Четверг, 8:15      | 1.43                  | 0.58                  | [ 14 ] |
| Средний балл | Средний балл   | Средний балл       | 1.46                  | 0.66                  |        |